# Karl von Bödecker
Karl von Bödecker (Boedecker) var en tysk marineofficer, som under 1. verdenskrig var kommandant på 4 af den tyske Kaiserliche Marines luftskibe, deriblandt L 30, mens det i april 1917 var stationeret på luftskibsbasen i Tønder.

## Luftskibskommandant
Premierløjtnant (Oberleutnant zur See) von Bödecker var kommandant på:
- L 16. Luftskibet udførte i alt 12 bombetogter mod England, landede 8. februar 1917 på den østfrisiske ø Juist for den vinter at overbringe forsyninger og blev 19 oktober 1917 ødelagt ved Brunsbüttel på en øvelsestur fra Nordholz
- L 30 fra 20. april til 16. september 1917, se nedenfor.
- L 41. Luftskibet udførte i alt 4 bombetogter mod England og brugtes fra 11. december 1917 kun som skoleluftskib
- L 61 fra 21. maj 1918 til 29. oktober 1918 stationeret i Ahlhorn. Luftskibet deltog i 2 bombetogter mod England [1] og bombarderede 12. april 1918, under ledelse af med kommandant Ehrlich, højovnene i Wigan ved Liverpool, på det sidste effektive bombetogt under krigen. [2] [3] I august 1920 fløj von Schiller luftskibet fra Wittmundhafen på en sidste prøvetur rundt i Nordtyskland og inden det skulle overgives til Italien som krigsskadeerstatning under navnet Italia. Allerede 28. august ødelagdes Italia efter passage over Rom, ved sin første landing. [4]

## L 30's bombning i Livland i september 1917
Bödecker overtog 20. april 1917 luftskib L 30 på basen i Tønder og flyttede 2. maj luftskibet til Seerappen 15 km vest for Kaliningrad (tysk: Königsberg). Han udførte under Operation Albion rekognosceringer på den baltiske front og deltog 7./8. september 1917 i bombardementet af stationsbyerne Valmiera (tysk: Wolmar) og Valka (tysk: Walk) i Livland (nu Letland) på jernbaneforbindelsen mellem Riga og den russiske by Pskov, men afløstes 16. september af kommandant Werner Vermehren, som foretog yderligere 3 bombetogter.
Den 20. november 1917 blev Bödecker igen kommandant på L 30, som dog ikke kom i tjeneste, men forblev i hangaren i Seerappen, hvor det i 1920 blev demonteret og stumperne udleveredes til Belgien som krigsskadeerstatning.

## Forveksling
Karl von Bödecker må ikke forveksles med:
- Karl Friedrich Georg von Bodecker (1875-1957), som 1914 sendtes til Østasien, i starten som korvetkaptajn på kanonbådene Tiger og Jaguar, men han blev syg og var fanget i Japan indtil 1919 og kom hjem 1920. Han blev i 1923 kontreadmiral. [5] [6]
- Carl Heinrich Friedrich Boedecker (1883-1977), som under 1. verdenskrig var reserveløjtnant og kemiker for ingeniørkomiteen i Berlin. Senere blev han fabriksleder på en kemifabrik i Berlin-Britz

## Eksterne links
- Kapitänleutnant Bödecker - luftschiff.de
- Zeppelin L 30 - Luftschiffe in Tondern Arkiveret 14. august 2017 hos  Wayback Machine - Zeppelin L30 Arkiveret 11. juli 2014 hos  Wayback Machine - zeppelin-museum.dk

1. ↑  Luftschiff LZ 106 / L 61 - buddecke.de
2. ↑  Zeppelin raid on Wigan - wiganworld.co.uk
3. ↑  Memorial to the Zeppelin Raid 1918 Arkiveret 22. december 2014 hos  Wayback Machine - pmsa.org.uk
4. ↑  Die Luftschiffern Post während WWI Arkiveret 22. december 2014 hos  Wayback Machine - ezeptalk.de
5. ↑  "Erinnerungen eines alten Seebären", af Karl von Bodecker - tsingtau.info
6. ↑  Konteradmiral Karl von Bodecker - oocities.org